# Xanthorrhoea drummondii
Xanthorrhoea drummondii là một loài thực vật có hoa trong họ Thích diệp thụ. Loài này được Harv. miêu tả khoa học đầu tiên năm 1855.